# Džihadizam
Džihadizam (takođe džihadistički pokret ili džihadi pokret) izraz je kojim se označava obnovljeni naglasak na oružanu komponentu džihada u islamskom fundamentalizmu od kraja 20. vijeka.
Džihadizam u tom smislu označava kako mudžahedinsko gerilsko ratovanje tako i islamistički terorizam sa međunarodnom dimenzijom, s obzirom da oba fenomena potiču iz 1980-ih, da bi ih od 1990-ih predstavljala mreža Al Kaida.
Njegovi korijeni se mogu pratiti do kraja 19. i početka 20. vijeka, sa ideološkim razvojem islamskog revivalizama, a koji su razvili u kutbizam i srodne ideologije sredinom 20. vijeka.
Uspon džihadizma se vezuje uz Sovjetsku invaziju Avganistana 1979. godine, a potom i razne sukobe koji su trajali i još traju od 1990-ih ili 2000-ih.